# Łucja Czechowska
Łucja Czechowska (ur. w 1881 r. w majątku ziemskim Głuchówka koło Mścisławia, zm. 31 lipca 1967 r. w Legionowie) – polska duchowna katolicka, pedagog.
Ukończyła gimnazjum żeńskie w Mohylewie. W 1905 r. została wyświęcona do stanu dochownego. W 1907 r. wstąpiła do Zgromadzenia Misjonarek Św. Rodziny w Piotrogradzie. Została nauczycielką w szkole parafialnej przy polskim kościele Św. Kazimierza. Od 1908 r. kierowała miejscowym prywatnym gimnazjum żeńskim. Jednocześnie studiowała przyrodę na piotrogrodzkim uniwersytecie. Od 1917 r. stała na czele sierocińca dziecięcego, który w 1922 r. został zamknięty przez władze bolszewickie. W latach 1919–1921 działała ponadto w radzie parafialnej chramu Nawiedzenie Najświętszej Maryi Panny. Od 1922 r. uczyła w nielegalnej szkole parafialnej. W poł. listopada 1923 r. została aresztowana przez OGPU. W poł. maja 1924 r. skazano ją na karę 10 lat więzienia. Osadzono ją w więzieniu w Jekaterynburgu, a następnie Tobolsku. W 1925 r. przewieziono ją do Moskwy, po czym wymieniono na polskich komunistów. Po przybyciu do Polski zorganizowała w Ostrołęce gimnazjum żeńskie, zostając jego dyrektorem. W latach 1935–1947 pełniła funkcję przełożonej generalnej Zgromadzenia Misjonarek Św. Rodziny. Następnie była przełożoną domów zakonnych na Białostocczyźnie. Napisała autobiografię i historię Zgromadzenia, które nie zostały nigdy wydane.